# Phymatopsallus nicholi
Phymatopsallus nicholi är en insektsart som beskrevs av Knight 1964. Phymatopsallus nicholi ingår i släktet Phymatopsallus och familjen ängsskinnbaggar. Inga underarter finns listade i Catalogue of Life.